# Herb Lassan
Herb Lassan – herb miasta Lassan stanowi hiszpańską tarczę herbową, na której na niebieskim tle występuje srebrna ryba, otoczona w kształcie koła, w górnej części trzema, w dolnej części czterema sześcioramiennymi złotymi gwiazdami.
Herb został zaprojektowany przez mieszkańca gminy Alberta Püschela w 1972 i zatwierdzony w 1996 przez Ministerstwo Spraw Wewnętrznych (Bundesministerium des Innern, für Bau und Heimat).

## Objaśnienie herbu
Herb w 1972 powstał w oparciu o pieczęć SIGILLVM CIVITATIS LASSAN z XIII w. Ryba wskazuje na jedno z najstarszych źródeł dochodów mieszkańców, na rybołówstwo. Może też być, że ówcześni osadnicy ustanowili figurę łososia jako symbol miasta, łącząc jednocześnie słowiańskie pochodzenie nazwy miejscowości (Lěšane = mieszkaniec lasu) z terminem łosoś. Z drugiej zaś strony jak głosi legenda, nazwa miejscowości pochodzi od łososi, które łowiono w Achterwasser oraz Pianie (dolnoniem. Lasse = łosoś). Gwiazdy maja rzekomo symbolizować liczbę radnych. Ich liczba jednak z biegiem lat często się zmieniała, więc raczej przypuszcza się, że siedem gwiazd symbolizuje Plejady. Plejady, według starej tradycji, są gwiazdą ochronną rybaków. 